# Betty Thomas
Betty Thomas Nienhauser (Saint Louis, 27 juli 1948) is een Amerikaans actrice, regisseuse en filmproducente. Ze won in 1985 een Primetime Emmy Award voor haar bijrol als Lucy Bates in de politieserie Hill Street Blues en kreeg er in 1993 nog een toegekend voor het regisseren van de komedieserie Dream On. Thomas maakte in 1976 haar film- en acteerdebuut als Bridgit Bert Richards in de komedie Tunnel Vision. Haar eerste regieklus volgde in 1989 met enkele afleveringen van de komedieserie Hooperman, waarna ze voor de romantische komedie Can't Hardly Wait (1998) voor het eerst dienstdeed als filmproducente.

## Filmografie

### Films als acteur
*Exclusief televisiefilms
- Troop Beverly Hills (1989)
- Homework (1982)
- Loose Shoes (1980)
- Used Cars (1980)
- Chesty Anderson U.S. Navy (1976)
- The Last Affair (1976)
- Jackson County Jail (1976)
- Tunnel Vision (1976)

### Televisieseries als acteur
*Exclusief eenmalige gastrollen
- Hill Street Blues - Lucy Bates (1981-1987, 143 afleveringen)
- CPO Sharkey - Seaman Daley (1977-1978, twee afleveringen)

### Films als regisseuse
*Exclusief kortfilms
- Alvin and the Chipmunks: The Squeakquel (2009)
- Dash 4 Cash (2007, televisiefilm)
- That Guy (2006, televisiefilm)
- John Tucker Must Die (2006)
- Senor White (2003, televisiefilm)
- R3 (2003, documentaire)
- I Spy (2002)
- Silicon Follies (2001, televisiefilm)
- 28 Days (2000)
- Dr. Dolittle (1998)
- Private Parts (1997)
- The Late Shift (1996, televisiefilm)
- The Brady Bunch Movie (1995)
- Couples (1994, televisiefilm)
- My Breast (1994, televisiefilm)
- Only You (1992)

### Televisieseries als regisseuse
*Exclusief eenmalig afleveringen
- Audrey (2012, zes afleveringen)
- Dream On (1990-1996, achttien afleveringen)
- Parenthood (1990, twee afleveringen)
- Mancuso, FBI (1989-1990, drie afleveringen)
- Doogie Howser, M.D. (1989, twee afleveringen)
- Hooperman (1989, drie afleveringen)

### Films als producente
*Exclusief kortfilms
- Guess Who (2005, uitvoerend producente)
- Surviving Christmas (2004, samen met Jenno Topping)
- I Spy (2002, samen met Mario Kassar, Jenno Topping en Andrew G. Vajna)
- Silicon Follies (2001, televisiefilm, uitvoerend producente)
- Charlie's Angels (2000, uitvoerend producente)
- Can't Hardly Wait (1998, samen met Jenno Topping)

- Biblioteca Nacional de España: XX1185798
- Bibliothèque nationale de France: cb14013385p (data)
- Gemeinsame Normdatei: 140697241
- International Standard Name Identifier: 0000 0000 7839 2017
- Library of Congress Control Number: no97026191
- Nationale Bibliotheek van Polen: a0000001601480
- Nederlandse Thesaurus van Auteursnamen: 142936774
- SNAC: w6st8kp8
- Virtual International Authority File: 29730375
- WorldCat: E39PBJwxKdrkKhDQDKdJQvXWXd